# Akwa United Football Club of Uyo
El Akwa United es un equipo de fútbol de Nigeria que juega en la Liga Premier de Nigeria, la liga de fútbol más importante del país.

## Historia
Fue fundado en diciembre del año 1996 en la ciudad de Uyo por el Administrador Militar del Estado de Akwa Ibom, el capitán naval Joseph Adeusi con el fin de que un club ocupara el lugar del desaparecido NITEL Vasco da Gama FC, que desapareció en noviembre de 1996.
Obtuvo el ascenso a la máxima categoría por primera vez en la temporada de 2006 gracias a un sospechoso cruce de resultados que lo benefició, ya que ganaron su partido 12-0 al Bussdor FC, mientras que su rival directo por el ascenso Calabar Rovers FC perdió 0-13, lo que supuso un arreglo de partidos.
El club descendió al final de la temporada 2008/09 luego de que el club fuera multado con $10.000 luego de que 3 personas murieran durante un partido en 2007 ante el Enyimba FC luego de que originalmente el club fuera suspendido, pero la sanción cambió a la de un descenso administrativo, aunque descendió de manera directa.

## Palmarés
- Liga Premier de Nigeria: 1

2021
- Copa de Nigeria: 2

2015, 2017

## Participación en competiciones de la CAF
| Temporada | Torneo                       | Ronda      | Club                      | Casa | Visita | Global      |
| --------- | ---------------------------- | ---------- | ------------------------- | ---- | ------ | ----------- |
| 2016      | Copa Confederación de la CAF | Preliminar | Vita Club Mokanda         | 0-1  | 1-0    | 1-1 (5-6 p) |
| 2018      | Copa Confederación de la CAF | Preliminar | Banjul Hawks              | 1-2  | 2-0    | 3-2         |
| 2018      | Copa Confederación de la CAF | 1          | Al-Ittihad Club (Trípoli) | 1-0  | 0-1    | 1-1 (3-2 p) |
| 2018      | Copa Confederación de la CAF | 2          | Al-Hilal Omdurmán         | 3-1  | 0-2    | 3-3 (a)     |

## Entrenadores
- Rafael Everton (noviembre de 2018-julio de 2019)[7][8]
- John Obuh (octubre de 2019-presente)[2]